# Ferizli

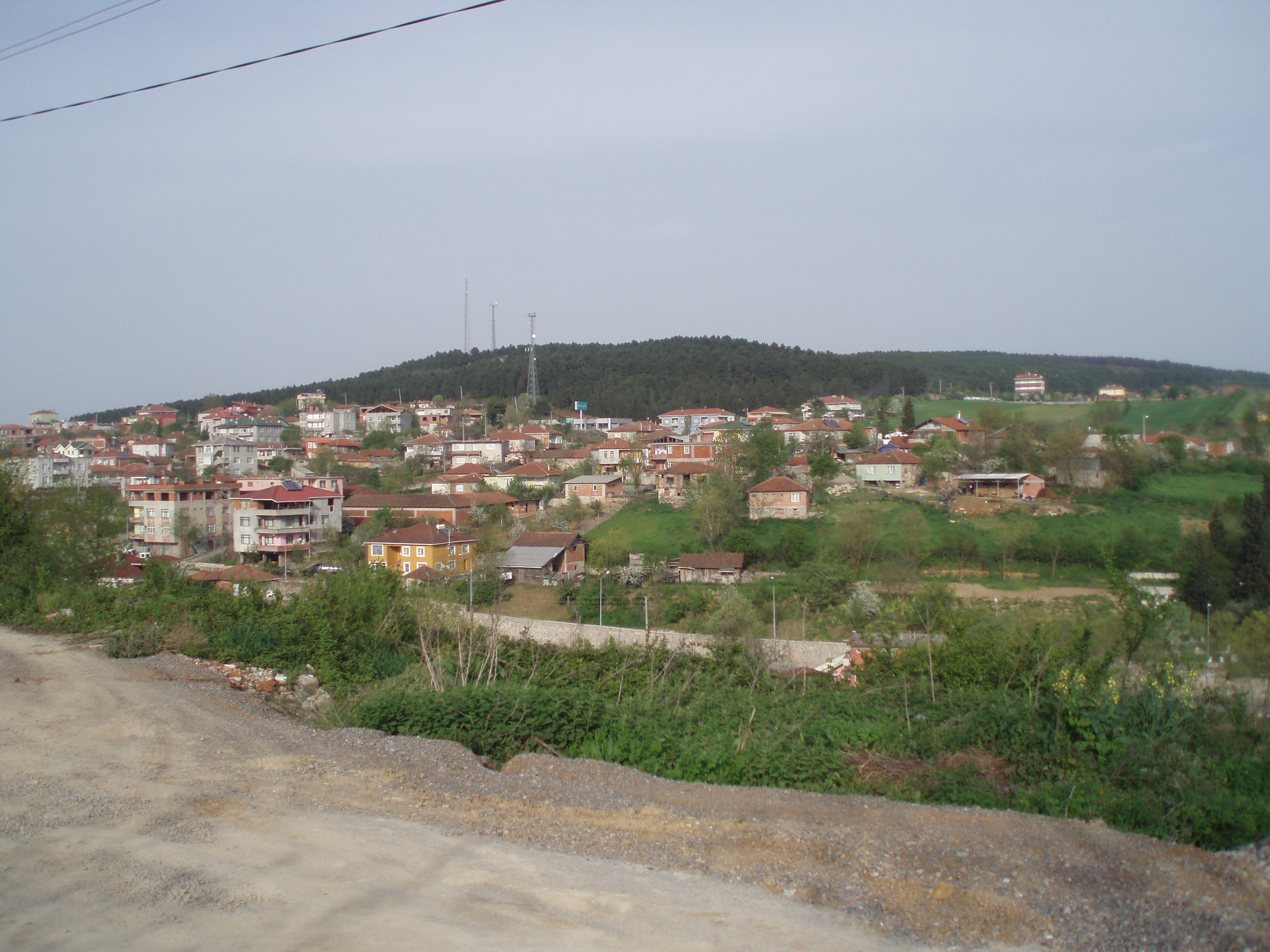
A panoramic view of Ferizli

Ferizli là một huyện thuộc tỉnh Sakarya, Thổ Nhĩ Kỳ. Huyện có diện tích 135 km² và dân số thời điểm năm 2007 là 23491 người, mật độ 174 người/km².